# Fille de Billing
La fille de Billing ou Billings mær (« vierge de Billing » en vieux norrois) est sans doute une géante de la mythologie nordique qui résiste avec succès aux avances du dieu Odin.
L'échec de cette tentative de séduction est rapporté par Odin lui-même dans le Hávamál (96-102). Cet épisode est connu sous le nom de « premier exemple odinique ».

## Récit
Odin éprouva un grand désir pour la fille de Billing lorsqu'il la vit endormie dans son lit. Mais la vierge le pria de revenir le soir, craignant qu'ils ne soient surpris. Lorsqu'il revint, il trouva toute une troupe éveillée et armée de torches. Il vint de nouveau le lendemain matin, mais ce fut pour trouver une chienne attachée au lit de celle qu'il convoitait. 
Odin, évoquant son humiliation, conclut son récit par une morale sur la traîtrise des femmes :

Mainte excellente vierge
- Si l'on y regarde de près -
Est traîtresse envers les hommes.
Hávamál, strophe 102

## Billing:nainougéant?
En dehors de ce passage des Hávamál, le nom Billing (« jumeau » en vieux norrois) n'apparaît que dans la thula des nains figurant dans la Völuspá (strophe 13 de la version transmise par le Hauksbók uniquement) et dans une kenning désignant la poésie : « boisson des fils de Billing » (Billings burar full), utilisée par Orm Steinthórsson (Poème sur une femme, 3). Cette dernière ne permet toutefois pas de répondre à la question dans la mesure où, comme l’a souligné John Lindow, des nains comme des géants se sont trouvés en possession de l’hydromel poétique.
Il est toutefois souvent suggéré que Billing et sa fille appartiennent à la race des géants, en raison des nombreuses liaisons d’Odin avec des géantes (Gunnlöd en particulier, dont la conquête est évoquée dans le même poème). John Lindow a toutefois fait valoir que des relations sexuelles entre dieux et nains n’étaient pas exclues (Freyja a ainsi passé la nuit avec quatre nains pour obtenir le collier des Brísingar), relevant néanmoins que si la fille de Billing appartenait à la race des nains, elle en serait l’une des seules représentantes de sexe féminin.

## Les ruses de la fille de Billing
L’attitude de la fille de Billing a donné lieu à plusieurs interprétations.

### L’interprétation deSigurdur Nordal
Sigurdur Nordal a proposé une interprétation de la chienne attachée au lit lors de la troisième visite d’Odin. Selon lui, la fille de Billing aurait détourné sur l’animal un sort jeté par Odin qui aurait eu pour but de l’attacher afin de pouvoir la violer. Cette hypothèse a toutefois rencontré peu d'écho.

### L'interprétation deGeorges Dumézil
Georges Dumézil a vu dans cette tentative ratée de séduction une application du cadre des trois fonctions. La fille de Billing met en effet les tentatives d’Odin en échec sur trois plans. « Par d’habiles paroles » (première fonction), elle le persuade de revenir plus tard. Il est ensuite accueilli par une troupe guerrière (deuxième fonction). Enfin, elle lui offre une chienne comme substitut (troisième fonction). En résumé, « Odin est successivement bafoué, défié dans son intelligence, puis dans sa force, puis dans sa lascivité ».

### Source
- L’Edda poétique [détail des éditions] :
  - Hávamál